# Hydrocleys modesta
Hydrocleys modesta là một loài thực vật có hoa trong họ Alismataceae. Loài này được Pedersen mô tả khoa học đầu tiên năm 1961.